# Mammoth Records
Mammoth Records foi uma gravadora norte-americana, fundada por Jay Faires em Carrboro, na Carolina do Norte e pertencente a Disney Music Group. Seus discos são distribuídos internacionalmente pela Universal Music Group. A Mammoth foi incorporada a Hollywood Records, posteriormente, a Hollywood Records passou a ser a proprietária dos discos e direitos das canções lançadas pela Mammoth. As duas gravadoras (Mammoth Records e Hollywood Records) pertencem a Disney Music Group.